# Liste der Naturdenkmale in Erkenbrechtsweiler
| Naturdenkmale | Anzahl |
| ------------- | ------ |
| FND           | 4      |
| END           | 0      |
| Gesamt        | 4      |

Die Liste der Naturdenkmale in Erkenbrechtsweiler nennt die verordneten Naturdenkmale (ND) der im baden-württembergischen Landkreis Esslingen liegenden Gemeinde Erkenbrechtsweiler. In Erkenbrechtsweiler gibt es insgesamt vier als Naturdenkmal geschützte Objekte, alle sind flächenhafte Naturdenkmale (FND), keines ein Einzelgebilde-Naturdenkmal (END).
Stand: 30. Oktober 2016.

## Flächenhafte Naturdenkmale (FND)
| Name                                                          | Bild | Kennung     | Einzelheiten                | Position | Fläche Hektar | Datum         |
| ------------------------------------------------------------- | ---- | ----------- | --------------------------- | -------- | ------------- | ------------- |
| Feldgehölz im Gewann Nellenbühl                               |      | 81160181203 | Erkenbrechtsweiler          | ⊙        | 0,7           | 15. Juli 1997 |
| Felsen am Neuffener Parkplatz                                 |      | 81160462929 | Erkenbrechtsweiler, Neuffen | ⊙        | 3,5           | 3. Apr. 1995  |
| Hohlweg mit Quelle im Gewann Brunnenhalde (Beurener Brünnele) |      | 81160181201 | Erkenbrechtsweiler          | ⊙        | 0,6           | 15. Juli 1997 |
| Vulkanembryo Molach                                           |      | 81160181202 | Erkenbrechtsweiler          | ⊙        | 4,7           | 25. Aug. 1983 |
| Legende für Naturdenkmal                                      |      |             |                             |          |               |               |